# Ategumia insipidalis
'Ategumia insipidalis là một loài bướm đêm trong họ Crambidae.